# Veliki Potočec
Veliki Potočec és un poble de Croàcia situat al comtat de Koprivnica-Križevci, al nord del país, i que pertany al municipi de Križevci. El 2021 tenia 360 habitants.